# Pyrausta ferrealis
Pyrausta ferrealis là một loài bướm đêm trong họ Crambidae.